# Leptoderes fumosa
Leptoderes fumosa is een rechtvleugelig insect uit de familie sabelsprinkhanen (Tettigoniidae). De wetenschappelijke naam van deze soort is voor het eerst geldig gepubliceerd in 1923 door Boris Petrovich Uvarov.